# Seznam ruskih pevcev resne glasbe
Seznam ruskih pevcev resne glasbe.

## A
- Zarina Abajeva (*1986)
- Irina Allegrova (*1952)
- Irina Arhipova (1925 – 2010)
- Vladimir Atlantov (*1939)

## B
- Georgij Andrejevič Baklanov (fr. Georges Baklanoff) (1881 – 1938)
- Olga Borodina (*1963)
- Dimitrij Bortnjanski (1751 – 1825)
- Paata Burčuladze (*1951/55?) (Gruzinec)

## Č
- Vladimir Černov (*1953)
- Svetlana Čursina (*1956)

## D
- Zara Doluhanova (1918 – 2007)

## F
- Vera Firsova (1918 – 1993)

## G
- Elīna Garanča (*1976) (Latvija)
- Hibla Gerzmava
- Galina Gorčakova (*1962)

## H
- Leonid Haritonov (1933 – 2017)
- Eduard Hil
- Pavle Holodkov
- Dmitrij Hvorostovski (1962 – 2017)

## I
- Nikolaj Ivanov (1810 – 1880)

## J
- Ivan Jeršov (1867 – 1943)

## K
- Aleksander Kipnis
- Fjodor Komissarževski (1838 – 1905)
- Bogomir Korsov
- Ivan Kozlovski (1900 – 1993)
- Sergej Kunajev

## L
- Jelizaveta Lavrovska
- Lev Valerjanovič Leščenko (*1942)
- Pyotr Leshchenko

## M
- Muslim Magomajev
- Vladimir Matorin (*1948)
- Tamara Milaškina (*1934)
- Jevgenija Mravina (Mravinskaja) (1864 – 1914)
- Vadim Mulerman (1938 – 2018)

## N
- Nina Nelina (1923 – 1996)
- Jevgenij Nesterenko (*1938)
- Ana Netrebko (*1971)
- Antonina Neždanova  (1873 – 1950)

## O
- Jelena Obrazcova (1937/39? – 2015)

## P
- Ivan Petrov
- Vasilij Rodionovič Petrov (1875 – 1937)
- Vladislav Piavko (*1941)
- Aleksander Pirogov (1899 – 1964)
- Boris Popov
- Alla Pugačova (*1949)

## S
- Ljudmila Senčina (1950 – 2018)
- Jekaterina Sergejeva
- Aleksander Serov
- Tamara Sinjavskaja
- Sergej Skorohodov
- Leonid Sobinov (1872 – 1934)

## Š
- Fjodor Šaljapin (1873 – 1938)

## T
- Valentina Tolkunova (1946 – 2010)

## V
- Aleksander Vertinski (1889 – 1957)
- Aleksander Vinogradov
- Galina Višnjevska(ja) (1926 – 2012) (rusko-ameriška)

## Z
- Ljudmila Zikina (1929 – 2009)